# Mosteiro de Ferreirim
O Mosteiro de Santo António de Ferreirim, também referido como Igreja Paroquial de Ferreirim ou Igreja de Santo António, localiza-se na freguesia de Ferreirim, no município de Lamego, em Portugal.
Fundado nos finais da Idade Média pelos condes de Marialva, a aparência geral do mosteiro data do século XVI, quando foi submetido a grandes reformas. A igreja foi construída a partir de 1532 com elementos manuelinos e renascentistas. No século XVIII foi construída na fachada uma galilé com arcadas.
A igreja, de uma só nave, guarda no interior painéis pintados de um retábulo encomendado no início do século XVI pelo Cardeal-Infante D. Afonso, filho de D. Manuel. Os artistas responsáveis pelos painéis foram alguns dos melhores pintores activos em Portugal à época: Cristóvão de Figueiredo, Garcia Fernandes e Gregório Lopes, designados por isso "Mestres de Ferreirim".
O Convento de Santo António de Ferreirim está classificado como Imóvel de Interesse Público desde 1944.

## Centro Interpretativo
Em julho de 2016 abriu ao público um Centro Interpretativo neste monumento. 
Em 2021 o monumento foi intervencionado e a monumentalidade e o elevado valor arquitetónico do Convento e do seu espólio artístico ganharam uma nova atratividade. Os trabalhos incluiram “a melhoria da acessibilidade à igreja e centro interpretativo, através do claustro, permitindo um maior conforto no acesso às instalações sanitárias e, através da reabilitação dos percursos circundantes à igreja, o usufruto visual em condições desejáveis para os visitantes”. Reabriu ao público em Abril de 2022.